# Gopalapura, Mandya
Gopalapura là một làng thuộc tehsil Mandya, huyện Mandya, bang Karnataka, Ấn Độ.